# Verbandsgemeinde Kirchberg (Hunsrück)
La comunità amministrativa di Kirchberg (Hunsrück) (Verbandsgemeinde Kirchberg (Hunsrück)) si trova nel circondario del Reno-Hunsrück nella Renania-Palatinato, in Germania.

## Comuni
Fanno parte della comunità amministrativa i seguenti comuni:
| Comune, città                         | Sup. (km²) | Abitanti |
| ------------------------------------- | ---------- | -------- |
| Bärenbach                             | 4,83       | 471      |
| Belg                                  | 4,79       | 115      |
| Büchenbeuren                          | 6,00       | 1 746    |
| Dickenschied                          | 5,86       | 711      |
| Dill                                  | 5,55       | 201      |
| Dillendorf                            | 6,50       | 562      |
| Gehlweiler                            | 4,50       | 215      |
| Gemünden                              | 10,67      | 1 307    |
| Hahn                                  | 5,29       | 202      |
| Hecken                                | 3,89       | 102      |
| Heinzenbach                           | 3,42       | 419      |
| Henau                                 | 6,70       | 154      |
| Hirschfeld                            | 5,09       | 261      |
| Kappel                                | 12,41      | 439      |
| Kirchberg (Hunsrück), città           | 18,05      | 4 020    |
| Kludenbach                            | 2,88       | 123      |
| Laufersweiler                         | 6,79       | 803      |
| Lautzenhausen                         | 4,95       | 411      |
| Lindenschied                          | 3,17       | 179      |
| Maitzborn                             | 3,15       | 103      |
| Metzenhausen                          | 3,10       | 95       |
| Nieder Kostenz                        | 4,12       | 177      |
| Niedersohren                          | 3,90       | 454      |
| Niederweiler                          | 4,81       | 395      |
| Ober Kostenz                          | 5,84       | 250      |
| Raversbeuren                          | 5,14       | 130      |
| Reckershausen                         | 8,18       | 355      |
| Rödelhausen                           | 2,56       | 123      |
| Rödern                                | 2,72       | 187      |
| Rohrbach                              | 3,77       | 173      |
| Schlierschied                         | 8,60       | 172      |
| Schwarzen                             | 3,88       | 137      |
| Sohren                                | 9,42       | 3 232    |
| Sohrschied                            | 4,46       | 112      |
| Todenroth                             | 1,56       | 78       |
| Unzenberg                             | 5,50       | 385      |
| Wahlenau                              | 4,46       | 203      |
| Womrath                               | 8,39       | 186      |
| Woppenroth                            | 8,67       | 230      |
| Würrich                               | 4,33       | 152      |
| Verbandsgemeinde Kirchberg (Hunsrück) | 227.88     | 19 770   |

(Abitanti al 31 dicembre 2021)